# Prismatocarpus
Prismatocarpus – rodzaj roślin z rodziny dzwonkowatych. Obejmuje 27 gatunków. Występują one w zachodniej i południowej części Południowej Afryki (Prowincja Przylądkowa Zachodnia), z pojedynczymi gatunkami sięgającymi do Namaqualand i Karru.

## Morfologia
PokrójPółkrzewy i byliny.
LiścieSkrętoległe, drobne, często wrzosopodobne.
KwiatyNiewielkie, pojedyncze lub skupione w wiechy. Wyróżniają się bardzo wydłużonym hypancjum. Korona zrosłopłatkowa, dzwonkowata, lejkowata, walcowata, fioletowa, niebieska, różowa lub biała. Pręciki z nitkami rozszerzonymi u nasady lub nie, długie i nie zrośnięte z koroną, schowane w niej lub nieznacznie wystające. Zalążnia dwukomorowa zwieńczona dyskiem miodnikowym.
OwoceWalcowate, wydłużone torebki otwierające się pękającymi od nasady 5 łatkami.

## Systematyka
Pozycja systematyczna
Rodzaj z rodziny dzwonkowatych Campanulaceae klasyfikowany w jej obrębie do podrodziny Campanuloideae. Rodzaj tradycyjnie był szerzej ujmowany, ale wyodrębniony został z niego rodzaj Gunillaea. Do najbliżej spokrewnionych należą rodzaje roela Roella i Merciera.
Wykaz gatunków
- Prismatocarpus alpinus (Bond) Adamson
- Prismatocarpus altiflorus L'Hér.
- Prismatocarpus brevilobus A.DC.
- Prismatocarpus campanuloides (L.f.) Sond.
- Prismatocarpus candolleanus Cham.
- Prismatocarpus cliffortioides Adamson
- Prismatocarpus cordifolius Adamson
- Prismatocarpus debilis Bolus ex Adamson
- Prismatocarpus decurrens Adamson
- Prismatocarpus diffusus (L.f.) A.DC.
- Prismatocarpus fastigiatus C.Presl ex A.DC.
- Prismatocarpus fruticosus (L.) L'Hér.
- Prismatocarpus hispidus Adamson
- Prismatocarpus implicatus Adamson
- Prismatocarpus lasiophyllus Adamson
- Prismatocarpus lycioides Adamson
- Prismatocarpus lycopodioides A.DC.
- Prismatocarpus nitidus L'Hér.
- Prismatocarpus pauciflorus Adamson
- Prismatocarpus pedunculatus (P.J.Bergius) A.DC.
- Prismatocarpus pilosus Adamson
- Prismatocarpus rogersii Fourc.
- Prismatocarpus schlechteri Adamson
- Prismatocarpus sessilis Eckl. ex A.DC.
- Prismatocarpus spinosus Adamson
- Prismatocarpus tenellus Oliv.
- Prismatocarpus tenerrimus H.Buek